# Radachów
Radachów  (deutsch Radach) in Polen in der Woiwodschaft Lebus im Kreis Słubice in der Gemeinde Ośno Lubuskie. Von 1975 bis 1998 gehörte das Dorf verwaltungstechnisch zur Woiwodschaft Gorzów.

## Orts- und Gutshistorie
Radach ist ein altes Dorf, welches zu Preußen, insbesondere zur östlichen Mark Brandenburg gehörte, zum Landkreis Weststernberg. Auch der Radacher Hammer war zur Gemeinde zugehörig.   Früh entwickelte sich im Ort ein Rittergut. Die Besitzer wechselten häufig. Die Gutsgeschichte nennt die Namen der Adelsfamilien von Lossow, von Grünberg, von Löben, von Burgsdorff, und von Ilow. 1688 wird Gut Radach dem Oberst Christoph (von) Elerdt zugeschrieben. Anfang des 18. Jahrhunderts gehörte Radach der unbekannten Adelsfamilie von Breski. Letzte Eigentümer, bis 1945, wurde die spät nobilitierte Familie von Pappritz. Sie stellte u. a. für die Neumark Ritterschaftsräte, respektive Ritterschaftsdirektoren.

## Denkmäler
Laut dem Register des Nationalen Instituts für Kulturerbe (NID) sind folgende Objekte als Denkmäler eingetragen:
- Evangelische Kirche, jetzt römisch-katholische Filialkirche Mariä Himmelfahrt, aus Fachwerk, erbaut 1725 als evangelische Kirche. Im Jahr 1945 wurde sie von den Katholiken übernommen.
- Das Herrenhaus Radach vom Anfang des 19. Jahrhunderts, 1907 umgebaut.

## Persönlichkeiten
- Friedrich (Fritz) von Pappritz (1832–1924), preuß. Generalleutnant z. D.; geboren in Radach
- Curt von Pappritz (1854–1932), preuß. Gutsbesitzer, Politiker und Mitglied des Preußischen Herrenhauses; geboren in Radach
- Günther von Pappritz (1856–1936), preuß. General d. Kav.[4]
- Hugo Willich (* 1859), Autor, Musiker und Seminarlehrer; geboren in Radach
- Anna Pappritz (1861–1939), Schriftstellerin, Frauenrechtlerin und Abolitionistin; geboren in Radach
- Hans Fallada (1893–1947), Schriftsteller, arbeitete 1923 als Gutsbeamter auf dem Radacher Rittergut